# Burza

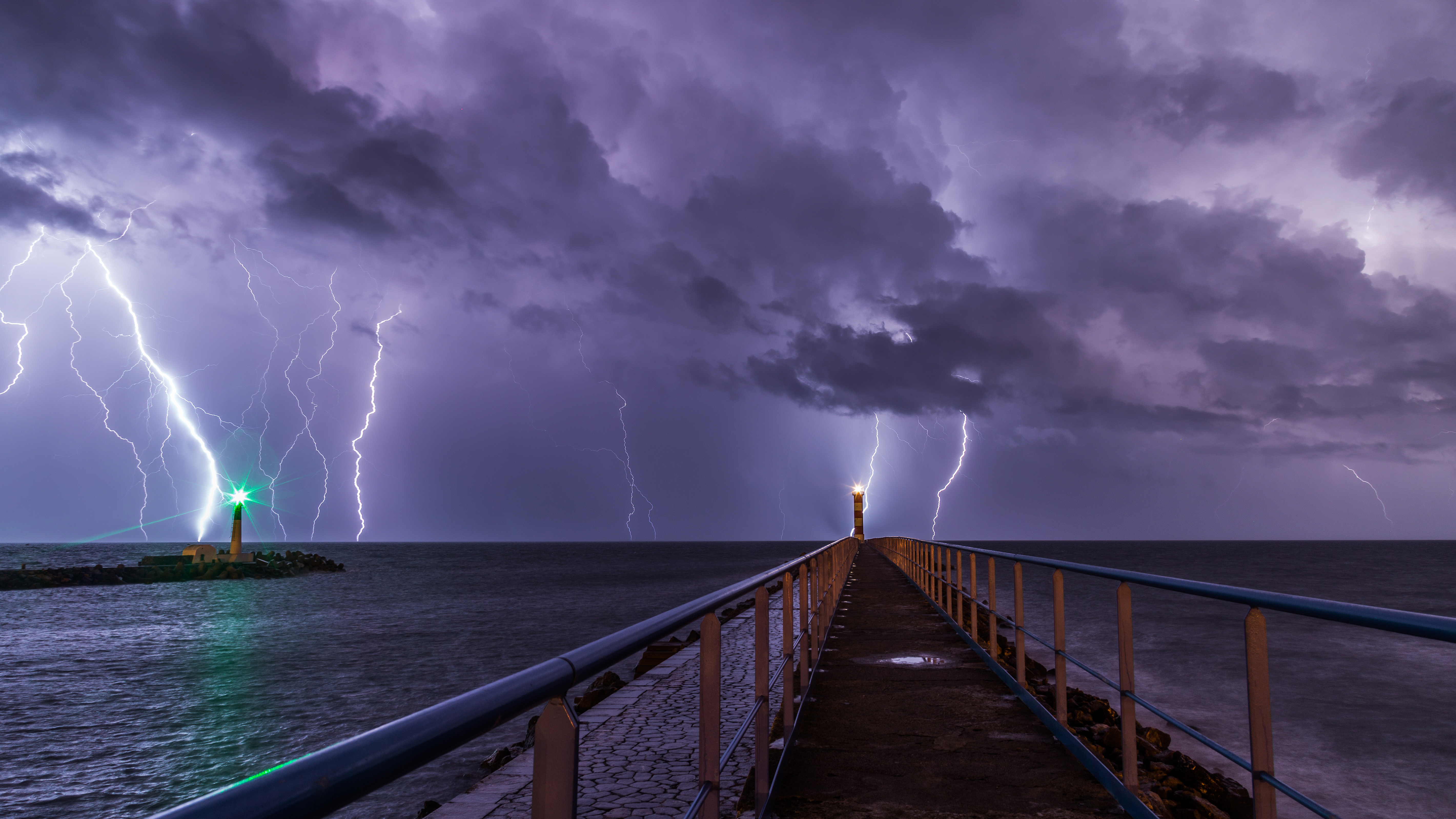
Pioruny w trakcie burzy nad Port-la-Nouvelle

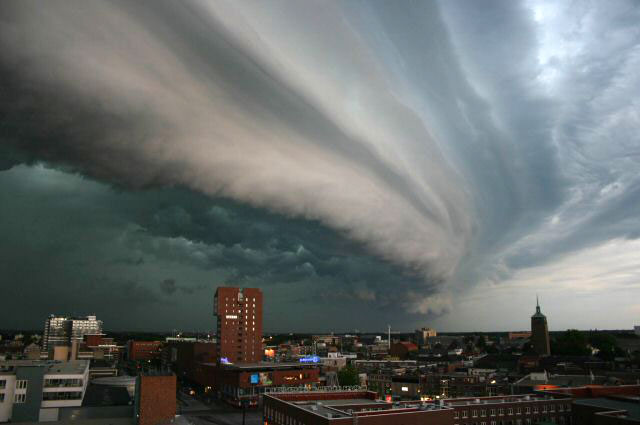
Chmura burzowa, nadciągający wał szkwałowy (arcus)

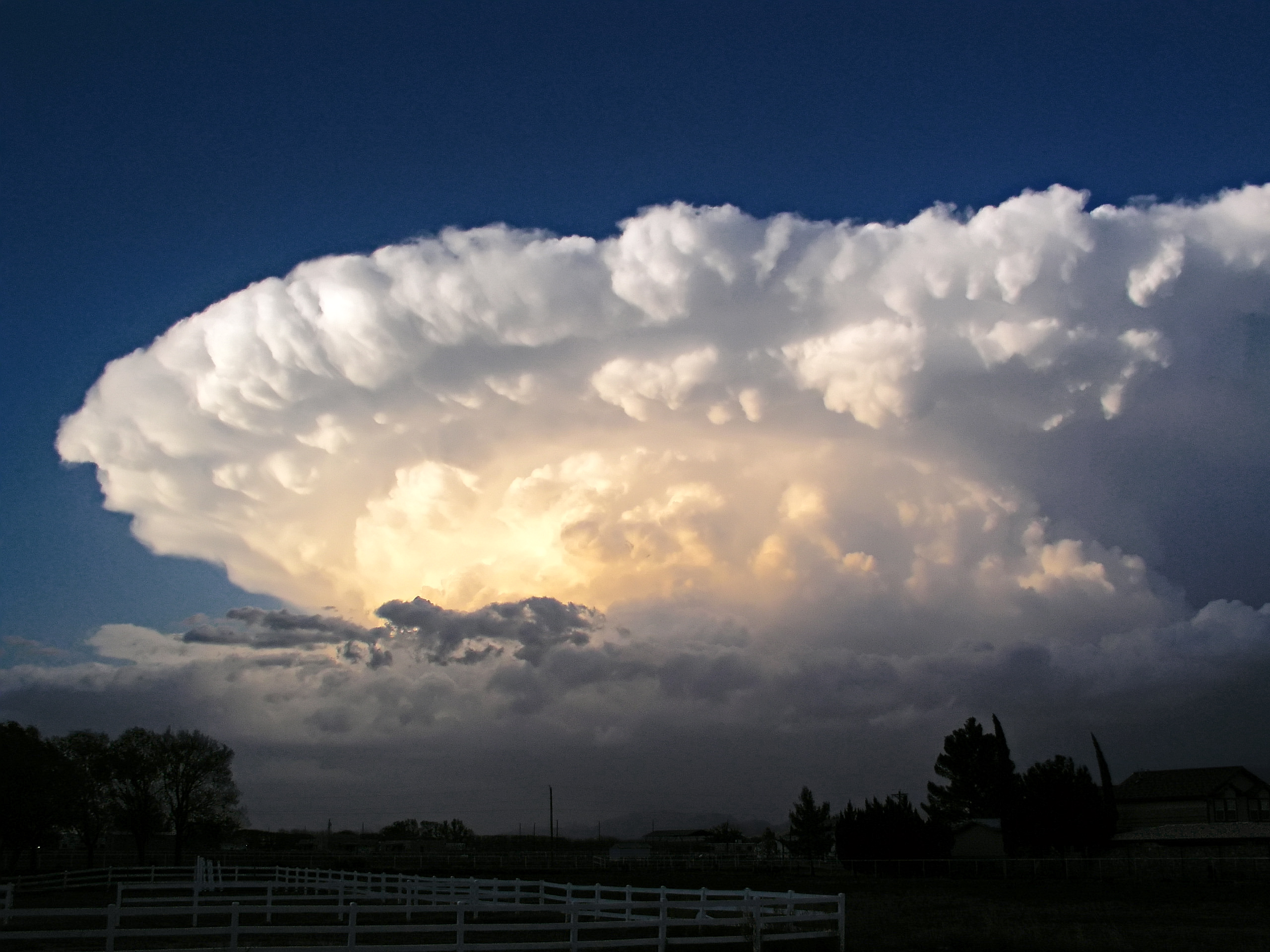
Superkomórka burzowa – chmura Cumulonimbus capillatus incus

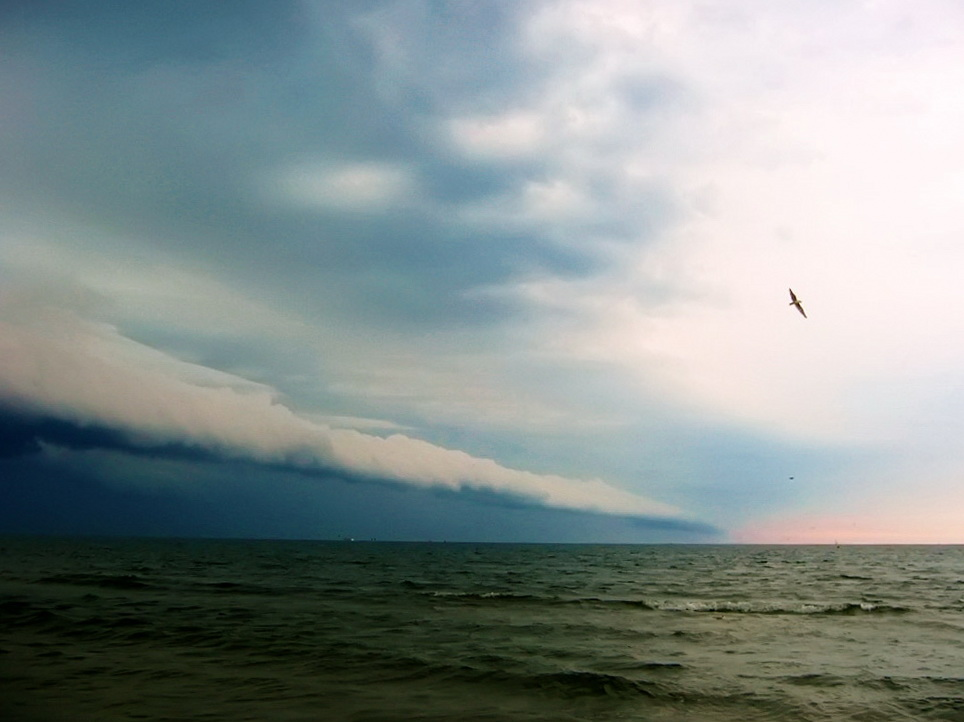
Wał szkwałowy (Cumulonimbus capillatus arcus) na czele chmury burzowej w Świnoujściu

Burza – zjawisko meteorologiczne związane z intensywnym rozwojem chmur o strukturze pionowej Cumulonimbus. Charakterystyczny dla burz jest intensywny opad deszczu, śniegu lub gradu, którym towarzyszą wyładowania elektryczne w atmosferze – najczęściej pioruny, dające charakterystyczne efekty świetlne (błyskawice) i dźwiękowe (grzmoty). Wyróżnia się błyskawice płaskie, liniowe, wstęgowe, paciorkowe. 
Potencjalnie niebezpieczne zjawiska nieść mogą superkomórki burzowe, które niosą zagrożenie gradowe (grad nawet >5 cm), wiatrowe, a także trąbą powietrzną. Ponadto sporym zagrożeniem są także burze wielokomórkowe (MCS, MCC, QLCS, derecho), które niosą głównie zagrożenie porywami wiatru przekraczającymi 100 km/h. Oczywiście nie każda taka burza musi koniecznie przynieść takie zjawisko (downburst).
 meteorologiczny piktogram burzy.

## Obserwacyjne kryterium początku i końca burzy oraz odstępu między kolejnymi burzami
Według definicji obowiązującej na stacjach IMGW od 1962 r., za burzę (na miejscu) uznaje się grzmot słyszany po upływie mniej niż 10 s od czasu ujrzenia błyskawicy, a burzą odległą nazywa się zjawisko wystąpienia grzmotu po upływie więcej niż 10 s, któremu błyskawica może towarzyszyć. Początek burzy wyznacza moment usłyszenia pierwszego grzmotu,
koniec burzy natomiast – grzmot, po którym w ciągu 15 min nie słychać następnego.
Przy zliczaniu burz przyjmuje się, że odstęp czasu oddzielający jedną burzę od następnej wynosi co najmniej 30 min .

## Powstawanie burzy
Szybki rozwój ogromnych gęstych chmur burzowych (tzw. cumulonimbusów) o wysokości 10–16 km i szerokości ok. 8 km i wilgotny chłodny wiatr zwiastujący zbliżającą się burzę są dobrze znane w większości regionów świata strefy tropikalnej i umiarkowanej. Na całym świecie w tym samym czasie ma miejsce około 1800 burz i około 100 wyładowań w ciągu sekundy. 
Powietrze w górnych warstwach atmosfery jest o wiele zimniejsze niż przy powierzchni Ziemi. Ciepłe powietrze jest lżejsze od zimnego i unosi się. W trakcie wznoszenia powietrze rozpręża się oraz ochładza. Wznoszące się powietrze w trakcie rozprężania staje się chłodniejsze od otoczenia, więc rośnie jego gęstość i zaczyna opadać.
Inaczej przebiega ten proces, gdy wznoszące się powietrze zawiera dużo pary wodnej. W miarę ochładzania się powietrza zawarta w nim para skrapla się. Przy kondensacji wydziela się dużo ciepła. Uwalniające się ciepło powoduje, że powietrze wilgotne stygnie wolniej i jest stale cieplejsze, a więc lżejsze od otoczenia. To jest właśnie mechanizm, który powoduje, że w obszarze burzy powietrze bardzo gwałtownie wznosi się i osiąga wysokość nawet powyżej 16 km. Na tej wysokości temperatura jest bardzo niska (około −60 °C). Dość chłodne powietrze, które występuje w cieniu nadchodzącej się chmury, gdy tylko dotrze do powierzchni Ziemi, zaczyna rozprzestrzeniać się na boki, dlatego zwykle przed burzą wieje chłodny wiatr. Wkrótce potem niebo przeszywa błysk (który może mieć ponad kilkadziesiąt kilometrów długości), rozlega się grzmot i spada ulewny deszcz. W pojedynczej komórce burzowej po 20–30 minutach zaczyna dominować prąd zstępujący, kontury chmury ulegają rozmyciu, a sama chmura wyparowuje.
Pojedyncze komórki burzowe często łączą się tworząc multikomórki burzowe lub układają się w linię szkwału (wzdłuż frontów chłodnych). Jeśli istnieją ku temu odpowiednie warunki (zmiany kierunków lub prędkości wiatru na różnych wysokościach, czyli tzw. uskoki wiatru), które spowodują odseparowanie prądu wstępującego od zstępującego, to wówczas pojedyncza chmura burzowa może przemienić się w superkomórkę i istnieć nawet przez wiele godzin. Jedna z najsilniejszych burz w historii Polski miała miejsce 11 sierpnia 2017 roku, gdy przemieścił się aktywny system burzowy w formie derecho ze strukturą Bow echo. Niszczące porywy wiatru przekraczały 100–150 km/h.

## Rodzaje burz

### Podział ze względu na warunki powstawania[10]
1. Burze wewnątrzmasowe
  - Burze termiczne
  - Burze adwekcyjne
2. Burze frontowe

### Podział ze względu na sposób organizacji i liczby dni burzowych określonego typu[10]
1. Pojedyncze komórki burzowe (burze pulsacyjne) 44%
2. Zorganizowane burze wielokomórkowe (klastry) 34%
3. Wielokomórkowe burze liniowe (linie szkwałowe) 22%
4. Superkomórki burzowe 1–3%

### Podział burz ze względu na opad lub niebezpieczeństwo
1. Burza piaskowa
2. Burza śnieżna
3. Burza lodowa
4. Burza ogniowa

## Piorun
Piorun jest wyładowaniem elektrycznym o bardzo dużym natężeniu, które przenosi w kierunku ziemi ujemne ładunki elektryczne. Przepływ elektronów może odbywać się także wewnątrz chmury, między różnymi jej warstwami.
Wędrując ku ziemi ładunek przewodni przenosi ujemny ładunek elektryczny i pozostawia za sobą kanał silnie zjonizowanego powietrza o średnicy 1–5 cm, tworząc po drodze rozgałęzioną ścieżkę. Poszczególne gałęzie ścieżki rosną i w końcu jedna z nich osiąga punkt na Ziemi sprowadzając ładunki ujemne. Przepływ ten zwany jest wyładowaniem wstępnym lub liderem. Intensywny przepływ ładunków dodatnich trwa zaledwie około 0,0001 sekundy, lecz jest ponad 1000 razy większy od przepływów w domowej sieci energetycznej. Teraz wyjątkowo jasne wyładowanie zaczyna biec w górę tym samym kanałem i przenosi ono do chmury cząsteczki dodatnie zwane powrotnymi. Potem następują kolejne wyładowania wstępne oraz powrotne, które wykorzystują ten sam zjonizowany kanał. Cały ten proces powtarzany jest kilkakrotnie w ciągu ułamka sekundy, dopóki ładunki w chmurze nie zostaną zneutralizowane. Błyskawice świecą, ponieważ świeci powietrze rozgrzane do wysokiej temperatury, co jest spowodowane przepływem prądu. Grzmot, jaki towarzyszy błyskawicy, jest również skutkiem gwałtownego rozgrzania powietrza. Skokowy wzrost temperatury powietrza powoduje również skokowy wzrost ciśnienia. To zaburzenie rozchodzi się w postaci fali dźwiękowej słyszanej przez nas jako grzmot.

## Niebezpieczeństwo
Burza to gigantyczna wytwornica chmur, która w wielu przypadkach może stanowić zagrożenie dla ludzi, zwierząt, przyrody oraz infrastruktury. Do niebezpiecznych zjawisk towarzyszących burzy zaliczymy: gwałtowne, intensywne opady deszczu lub śniegu, nagłe, silne porywy wiatru, opad gradu, wyładowania atmosferyczne, impuls elektromagnetyczny, trąby powietrzne.

## Burze na innych planetach

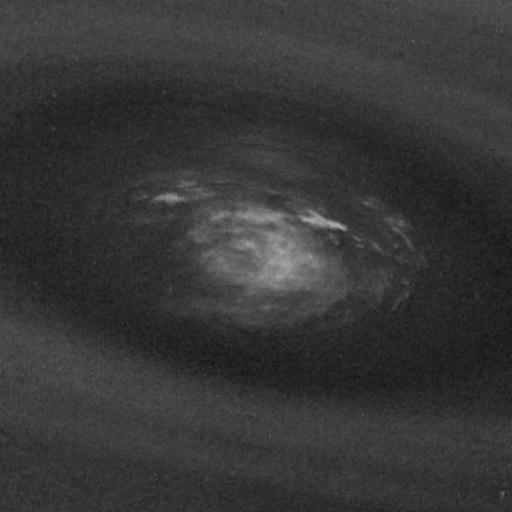
Burza na Neptunie

Chmury nad Wenus są w stanie wytworzyć pioruny podobne do tych na Ziemi. Częstotliwość występowania takich piorunów jest przynajmniej w połowie tak duża, jak ta na Ziemi.
Cienka warstwa chmur wypełnionych wodą jest podstawą warstwy amoniaku w atmosferze Jowisza, gdzie burze zostały wykryte dzięki widocznym błyskom wywołanym przez pioruny na jego powierzchni. Te wyładowania elektryczne mogą być nawet 1000 razy silniejsze od ziemskich.

## Burza w wierzeniach

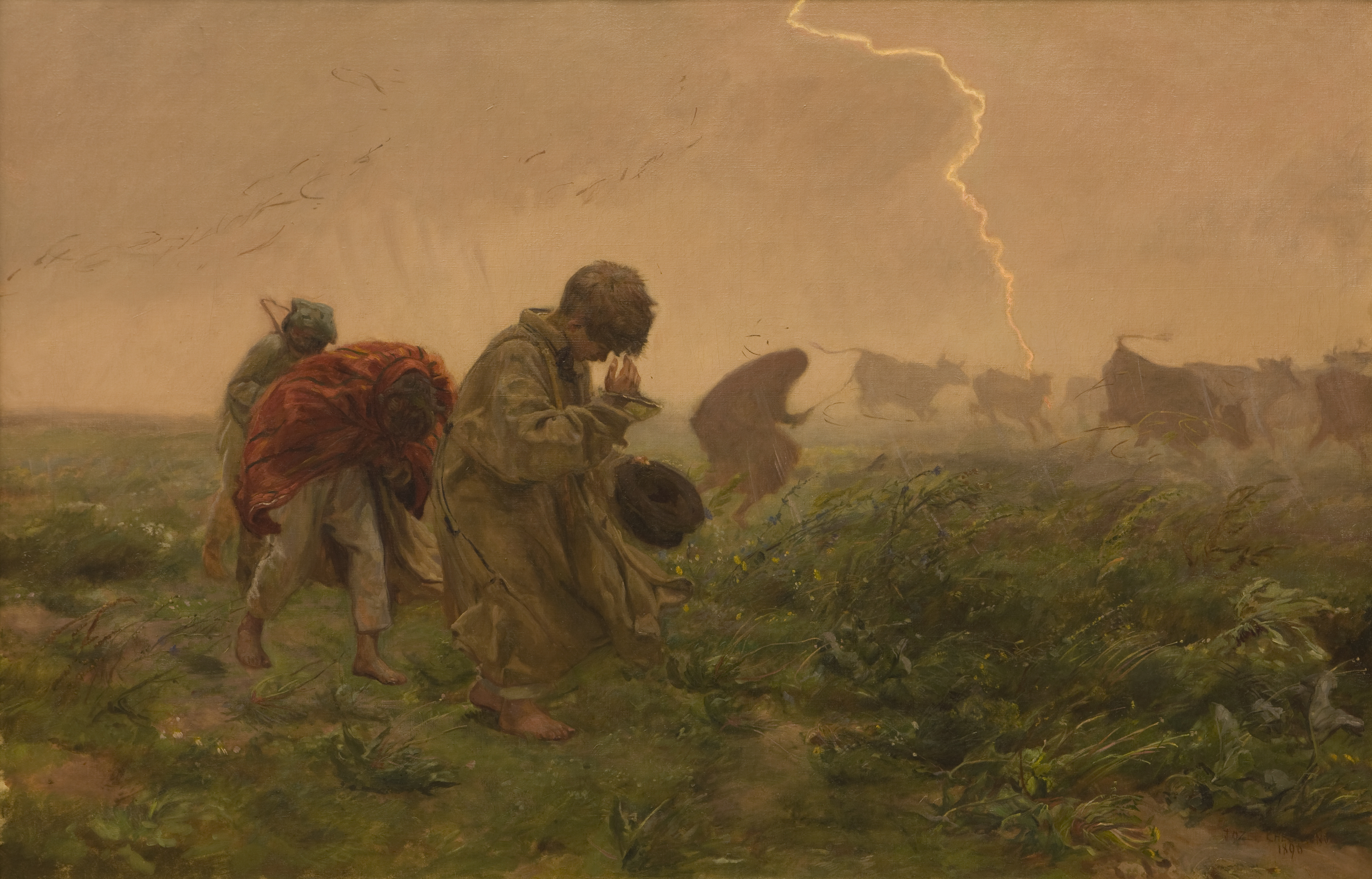
„Burza” – obraz Józefa Chełmońskiego, 1896, ol/pł, 107 cm x163 cm, Muzeum Narodowe w Krakowie

Burza w wielu dawnych wierzeniach odgrywała bardzo istotną rolę, zaś bogowie/bóstwa za nią odpowiadające niejednokrotnie zajmowały w danych wierzeniach najważniejsze miejsca.
W mitologii słowiańskiej piorun symbolizuje boga Peruna uważanego przez badaczy za władcę słowiańskiego panteonu. Wierzono, że pierwsze uderzenie pioruna zapładnia ziemię. W mitologii greckiej za burzę odpowiedzialny był Zeus, władca błyskawic. Mitologia nordycka bogiem burzy i piorunów określała Thora. W mitologii rzymskiej bogiem burzy był Jowisz, najwyższy władca nieba i ziemi, ojciec bogów. Mitologia egipska za boga burzy uważała Seta, zaś mitologia celtycka – Taranisa (gromowładcę, utożsamianego z rzymskim Jowiszem). W Polsce – według wierzeń ludowych – w celu uchronienia się przed zniszczeniami spowodowanymi przez burzę w oknach zapalano gromnicę (nazwa tej woskowej świecy pochodzi od słowa grom). Zapalona świeca stojąca w oknie miała za zadanie uchronić dom oraz obejście przed uderzeniami piorunów. Tradycyjnie świece nazywane gromnicami święci się w dzień Święta Ofiarowania Pańskiego, które to święto funkcjonuje także pod potoczną nazwą święta Matki Boskiej Gromnicznej.